# Арабо (Аракел Степанос)
Арабо (вірм. Արաբօ, справжнє ім'я Степанос Аракел Мхітарян (вірм. Ստեփանոս Առաքել Մխիթարեան, 1863—1893) — видатний діяч вірменського національно-визвольного руху, один з перших фідаїнів.

## Біографія

### Юні роки
Майбутній фідаін народився у 1863 році в селі Куртер, Сасунського санджака, Бітлісского вилайету Османської імперії. При хрещенні він був названий ім'ям Аракел. Навчався у школі монастиря Аракелоц (Святих апостолів) в місті Муш.

### Вибір шляху
У 1880 р Аракел вступив до лав борців проти турецького деспотизму. Діяв у селах Сасуну, Мушу і Тарону, очолював збройні групи фідаїв. Його найближчими соратниками стали Геворг Чауш і Калшо Манукян. У 1882 р Аракела було заарештовано турецькою владою в селі Бердак, засуджено до 15 років ув'язнення, але він утік з в'язниці і відновив Гайдуцьку діяльність. У 1889 р Арабо вперше відвідав Російський Кавказ, a у 1892 р брав участь в I З'їзді Вірменського Революційного Союзу Дашнакцутюн, який відбувся у Тбілісі. Саме тоді Арабо вступив до Дашнакцутюн.

### Останні роки життя
Арабо загинув у бою проти курдських банд в урочищі Келісору, дорогою з Хнусу до Муша.

## Пам'ять
Вірменський народ склав багато пісень про подвиги Арабо. Легендарний батальйон «Арабо», який воював за вірменську анексію Карабаху, складався з 200 бійців, вихідців з Лівану і Сирії. 29 червня 1992 року поблизу Аскерану батальйон «Арабо» потрапив в щільне кільце азербайджанських військ (понад 4-х тисяч чоловік), через прорахунок своїх командирів. Бійці «Арабо» не здалися в полон і всі загинули у бою.